# Путбус
Путбус (њем. Putbus) град је у њемачкој савезној држави Мекленбург-Западна Померанија. Једно је од 42 општинска средишта округа Риген. Према процјени из 2010. у граду је живјело 4.703 становника. Посједује регионалну шифру (AGS) 13061028.

## Географски и демографски подаци
Путбус се налази у савезној држави Мекленбург-Западна Померанија у округу Риген. Град се налази на надморској висини од 50 метара. Површина општине износи 66,6 km². У самом граду је, према процјени из 2010. године, живјело 4.703 становника. Просјечна густина становништва износи 71 становника/km².

## Међународна сарадња
| Мјесто   | Држава | Врста сарадње | Од    |
| -------- | ------ | ------------- | ----- |
| Никобинг | Данска | партнерство   | 1992. |
| Извор    |        |               |       |